# Donburi Ike
Donburi Ike (Transkription von japanisch どんぶり池 ‚Schüsselsee‘) ist ein kleiner See an der Kronprinz-Olav-Küste des ostantarktischen Königin-Maud-Lands. Er liegt am Kap Akarui.
Japanische Wissenschaftler benannten ihn 1981 deskriptiv.